# Феліче Борель
Феліче Борель (італ. Felice Borel, * 5 квітня 1914, Ніцца — † 21 січня 1993, Турин) — колишній італійський футболіст, нападник. По завершенні ігрової кар'єри — футбольний тренер.
Як гравець насамперед відомий виступами за клуб «Ювентус», а також національну збірну Італії.
Триразовий чемпіон Італії. Володар Кубка Італії. У складі збірної — чемпіон світу. 

## Клубна кар'єра
У дорослому футболі дебютував 1932 року виступами за команду клубу «Ювентус», в якій провів дев'ять сезонів, взявши участь у 206 матчах чемпіонату.  Більшість часу, проведеного у складі «Ювентуса», був основним гравцем атакувальної ланки команди. У складі «Ювентуса» був одним з головних бомбардирів команди, маючи середню результативність на рівні 0,57 голу за гру першості. За цей час тричі виборював титул чемпіона Італії, ставав володарем Кубка Італії.
Згодом з 1941 по 1948 рік грав у складі команд клубів «Торіно», «Ювентус» та «Алессандрія».
Завершив професійну ігрову кар'єру у клубі «Наполі», за команду якого виступав протягом 1948—1949 років.

## Виступи за збірну
1933 року дебютував в офіційних матчах у складі національної збірної Італії. Протягом кар'єри у національній команді, яка тривала усього 2 роки, провів у формі головної команди країни 3 матчі, забивши 1 гол. У складі збірної був учасником чемпіонату світу 1934 року в Італії, здобувши того року титул чемпіона світу.

## Кар'єра тренера
Розпочав тренерську кар'єру, ще продовжуючи грати на полі, 1942 року, очоливши тренерський штаб клубу «Ювентус».
Надалі, протягом 1946—1949, очолював команди клубів «Алессандрія» та «Наполі», в яких також перебував у заявці команди як польовий гравець.
У 1958—1959 роках обіймав посаду технічного директора клубу «Катанія».
| Дата       | Місто     | Господарі | Результат | Гості     | Турнір                   | Голи | Примітки |
| ---------- | --------- | --------- | --------- | --------- | ------------------------ | ---- | -------- |
| 22/11/1933 | Будапешт  | Угорщина  | 0 – 1     | Італія    | Кубок Центральної Європи | 1    |          |
| 03/12/1933 | Флоренція | Італія    | 5 – 2     | Швейцарія | Кубок Центральної Європи | -    |          |
| 01/06/1934 | Флоренція | Італія    | 1 – 0     | Іспанія   | ЧС 1934 - чвертьфінал    | -    |          |
| Усього     |           | Матчів    | 3         |           | Голів                    | 1    |          |

### Статистика виступів у кубку Мітропи
| №                      | Розіграш               | Стадія                 | Дата та місце проведення | Команда 1              | Рахунок | Команда 2           | Голи та інші дії |
| ---------------------- | ---------------------- | ---------------------- | ------------------------ | ---------------------- | ------- | ------------------- | ---------------- |
| 1                      | 1933                   | 1/4                    | 22.06.1933, Будапешт     | Уйпешт                 | 2:4     | Ювентус             | 13'              |
| 2                      | 1933                   | 1/4                    | 29.06.1933, Турин        | Ювентус                | 6:2     | Уйпешт              |                  |
| 3                      | 1933                   | 1/2                    | 09.07.1933, Відень       | Аустрія (Відень)       | 3:0     | Ювентус             |                  |
| 4                      | 1933                   | 1/2                    | 16.07.1933, Турин        | Ювентус                | 1:1     | Аустрія (Відень)    |                  |
| 5                      | 1934                   | 1/8                    | 17.06.1934, Турин        | Ювентус                | 4:2     | Тепліцер            | 29'              |
| 6                      | 1934                   | 1/8                    | 24.06.1934, Тепліце      | Тепліцер               | 0:1     | Ювентус             |                  |
| 7                      | 1934                   | 1/4                    | 01.07.1934, Будапешт     | Уйпешт                 | 1:3     | Ювентус             | 74' 78'          |
| 8                      | 1934                   | 1/4                    | 08.07.1934, Турин        | Ювентус                | 1:1     | Уйпешт              | 53'              |
| 9                      | 1934                   | 1/2                    | 25.07.1934, Відень       | Адміра (Відень)        | 3:1     | Ювентус             |                  |
| 10                     | 1934                   | 1/2                    | 29.07.1934, Генуя        | Ювентус                | 2:1     | Адміра (Відень)     | 20'              |
| 11                     | 1935                   | 1/8                    | 16.06.1935, Плзень       | Вікторія (Пльзень)     | 3:3     | Ювентус             | 24'              |
| 12                     | 1935                   | 1/8                    | 23.06.1935, Турин        | Ювентус                | 5:1     | Вікторія (Пльзень)  | 24' 68'          |
| 13                     | 1935                   | 1/4                    | 30.06.1935, Будапешт     | Хунгарія (Будапешт)    | 1:3     | Ювентус             |                  |
| 14                     | 1935                   | 1/4                    | 6.07.1935, Турин         | Ювентус                | 1:1     | Хунгарія (Будапешт) |                  |
| 15                     | 1935                   | 1/2                    | 16.07.1935, Прага        | Спарта (Прага)         | 2:0     | Ювентус             |                  |
| 16                     | 1935                   | 1/2                    | 21.07.1935, Турин        | Ювентус                | 3:1     | Спарта (Прага)      | 53' 89'          |
| 17                     | 1935                   | 1/2, перегр.           | 28.07.1935, Базель       | Спарта (Прага)         | 5:1     | Ювентус             |                  |
| Всього у кубку Мітропи | Всього у кубку Мітропи | Всього у кубку Мітропи | Всього у кубку Мітропи   | Всього у кубку Мітропи | 17      |                     | 11               |

## Титули і досягнення

### Командні
- Чемпіон Італії (3):

«Ювентус»:  1932–33, 1933–34, 1934–35
- Володар Кубка Італії (1):

«Ювентус»:  1937–38
- Чемпіон світу (1):

1934

### Особисті
- Найкращий бомбардир Серії A (2):

1932–33 (29), 1933–34 (31)